# Harmothoe antarctica
Harmothoe antarctica är en ringmaskart som först beskrevs av McIntosh 1885.  Harmothoe antarctica ingår i släktet Harmothoe och familjen Polynoidae. Inga underarter finns listade i Catalogue of Life.